# Pianella
Pianella (Pianòllë in dialetto locale) è un comune italiano di 8 561 abitanti della provincia di Pescara (dove è settimo per popolazione), in Abruzzo.

## Geografia fisica
Il territorio è del tipo collinare. Il paese si trova nell'area Vestina a circa 20 km da Pescara e 7 km da Chieti. La sede comunale è a circa 236 metri s.l.m. ma le altezze variano dai 100 ai 280 metri s.l.m. Pianella è attraversata dal torrente Nora.

## Origini del nome

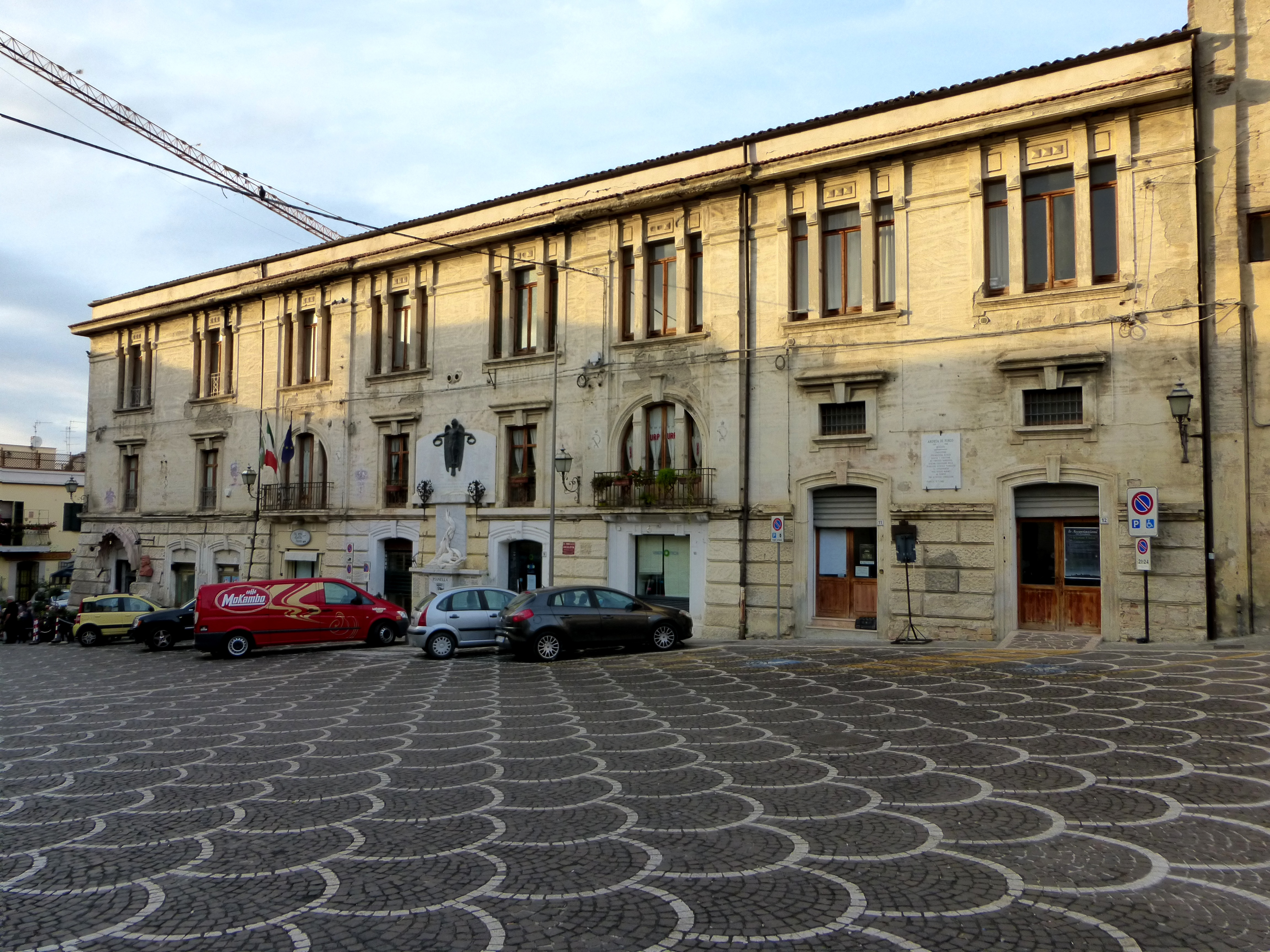
Il palazzo comunale

La leggenda vuole che la figlia della Regina Giovanna, perse la sua pianella (la scarpetta) girando il regno con la madre. Fu proprio quella ciabatta a dare il nome all'attuale città.
Altre fonti, decisamente più attendibili, attribuiscono al nome della città una sorta di evoluzione, iniziata dal nome dell'antica fortificazione Castrum Planellae, risalente all'anno 1500, la quale fu eretta in memoria del luogotenente Cristiano Pellegrini (1313-1340), passando poi per le varie Plenina, Plenilia, fino ad arrivare all'attuale Pianella. Il tema viene ampiamente affrontato da Enrico Sappia De Simone in Appunti sui Popoli Plenilenses e Pianella della Rivista Abruzzese di scienze e lettere, anno IV, fascicoli V-VI (maggio e giugno 1889), p. 276 e ss. Ma quanto detto in precedenza è solo frutto di tradizioni e leggende popolari, poiché l'origine dell'attuale nome di PIanella è da ricercarsi nella corruzione o alterazione della voce latina, "plana", intesa come piana, planula, planello, pianello, piccola pianura, attestato nel Regesto di Farfa di Gregorio da Catino (cfr. Ernesto Giammarco, Toponomastica Abruzzese e Molisana, Edizioni dell'Ateneo, 1990, p. 301; ed anche Eliseo Marrone, Il granaio d'Abruzzo dal Comune all'età farnesiana, Pescara, Tracce, 2012, pp. 48–49).

## Storia
Antico centro dei Vestini. Le prime testimonianze risalgono al 953 d.C., anno in cui Pandolfo, principe di Capua, decise la costruzione della chiesa di Santa Maria Maggiore, edificata sui resti del tempio romano, dedicato al culto della dea Vesta. Tuttavia, i numerosi manufatti sabellici, greci, romani e medievali rinvenuti negli ultimi due secoli, fanno pensare ad una presenza umana continua ed ininterrotta nei secoli successivi. La città ha avuto una lunga storia di invasioni ed attacchi. Nel IX secolo fu, ad esempio, devastata dai Saraceni, cosicché i superstiti si rifugiarono sul colle e cominciarono a fortificarlo. Al X secolo risale la prima testimonianza del toponimo Castrum Planellae nella contea di Manoppello e sotto il dominio dei Normanni. Nel 1078 o nel 1080 il Castello con le sue porte, le mura, le carbonaie e la scomparsa chiesa monastica di Santo Stefano passano come effetto di una donazione privata da parte di Sansone di Adelberto, di origine longobarda, al monastero di Montecassino. Passò successivamente al dominio di Carlo d'Angiò prima e di Corrado Acquaviva poi. La presenza di molte monete coniate per le crociate fa ipotizzare che Pianella fosse stato un centro di incontro di pellegrini, frati e commercianti prima di procedere alla volta di Brindisi.
Nel 1473 Ferdinando d'Aragona riconobbe lo status demaniale a Pianella, con tutti gli statuti di una vera e propria "universitas". Tuttavia nel 1496 fu concessa col titolo di conte al segretario del marchese di Mantova, Iacopo Probi, il quale non fu mai accettato dalla comunità, pur conservandone il titolo sino alla morte.
Nel 1522 Pianella diventò feudo di Margherita d'Austria Farnese, alla cui famiglia rimase fino all'eversione della feudalità. Infine, Ferdinando IV di Borbone assegnò a Pianella il titolo di Città regia.
Nei primi anni della seconda guerra mondiale, tra il 1940 e 1943, Pianella fu uno dei comuni dell'Abruzzo ad essere designato dalle autorità fasciste come luogo di internamento civile per profughi ebrei stranieri presenti in Italia. Vi soggiornarono quattro profughi di origine tedesca. Dopo l'occupazione tedesca e la Repubblica Sociale Italiana, due degli internati si suicidarono il 31 marzo 1944 quando appresero che sarebbero stati deportati, gli altri due riuscirono a sfuggire all'arresto.

### Simboli
Lo stemma e il gonfalone sono stati concessi con DPR del 29 luglio 1993.
Il gonfalone municipale è un drappo di bianco.

## Monumenti e luoghi d'interesse

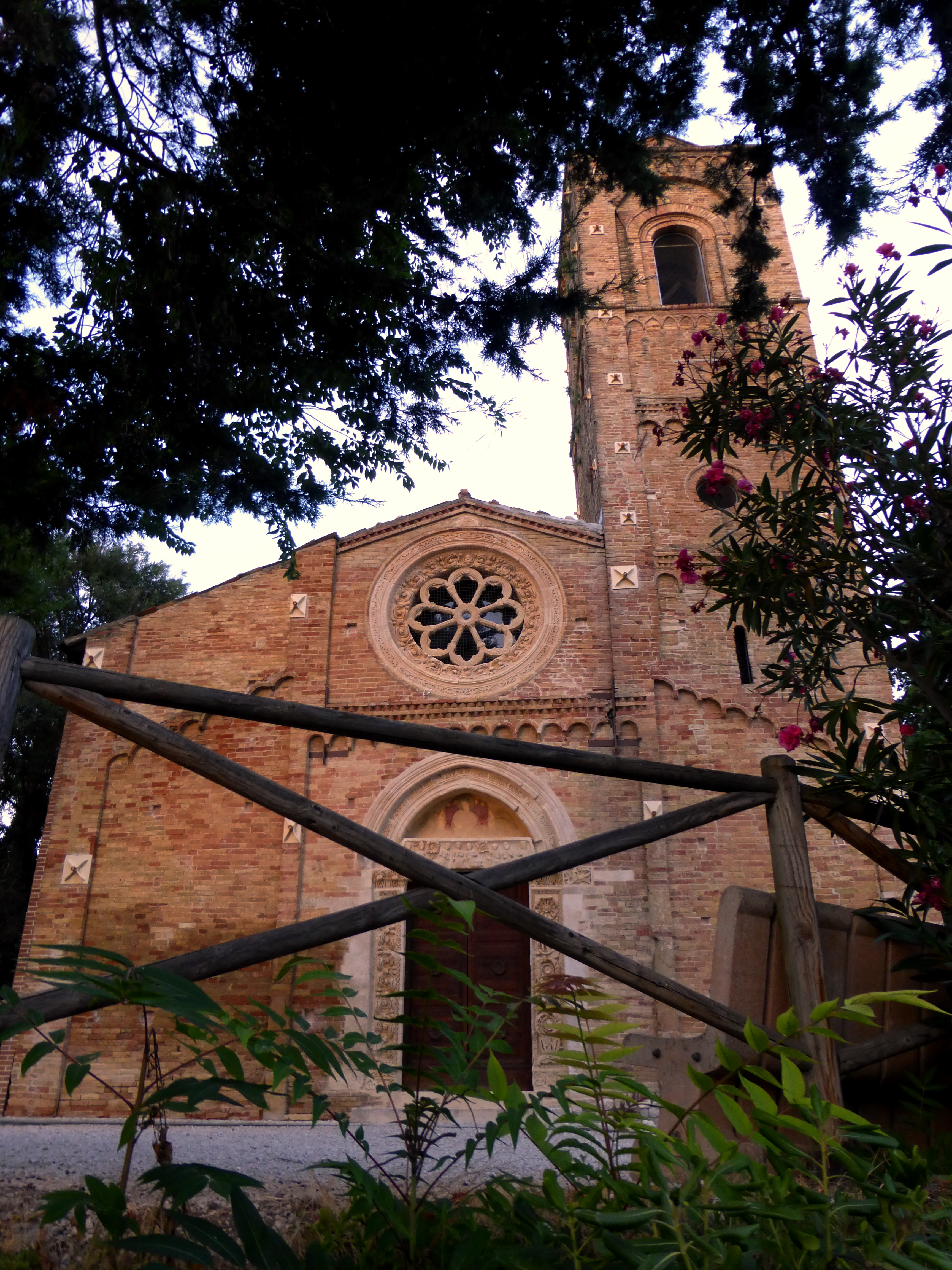
La facciata della chiesa di Santa Maria Maggiore.

- Chiesa di Santa Maria Maggiore: detta anche Sant'Angelo, è una chiesa romanica, situata poco lontana dal centro abitato di Pianella. L'aspetto attuale risale all'incirca al XII secolo, anche se è attestata nelle fonti a partire almeno dal secolo precedente (1075) come chiesa di un contiguo monastero benedettino[11]. Sulla facciata spiccano il Portale e l'ampio rosone ad otto raggi. L'interno è a tre navate, divise da archi a tutto sesto. Particolarmente suggestivi sono il pulpito con i simboli dei quattro Evangelisti, finemente scolpito da Acuto, e gli affreschi tra i quali spicca il Giudizio Universale. Qui viene custodita una statua in onore di San Michele Arcangelo che viene portata in processione l'8 maggio.

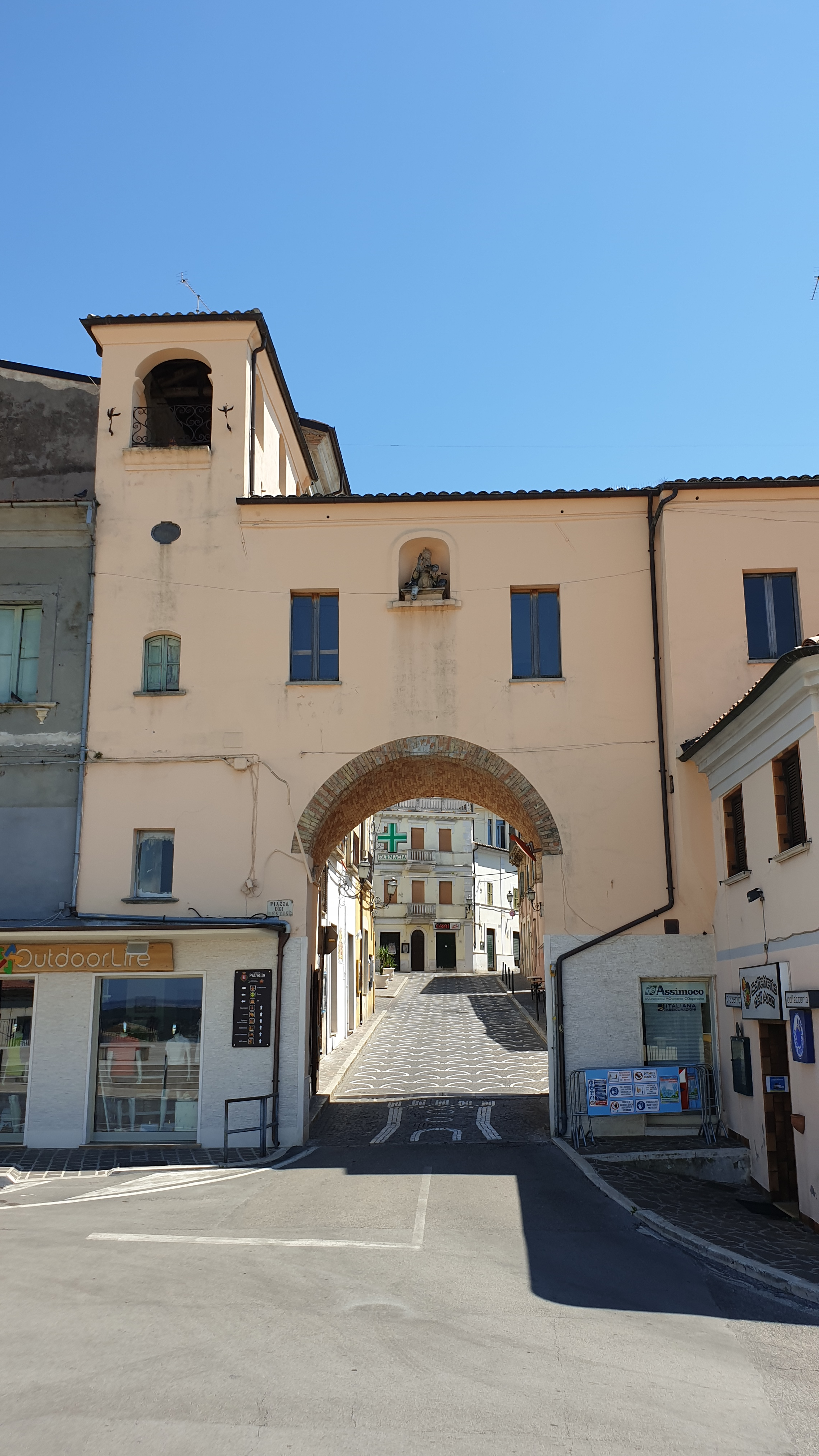
Arco di San Silvestro

- Arco di San Silvestro: è una delle porte antiche della città. A causa dell'espansione urbana ha perso oggi la sua funzione di chiusura delle mura. Centralmente all'arco vi è una nicchia con un busto di San Silvestro che dà il nome alla porta.

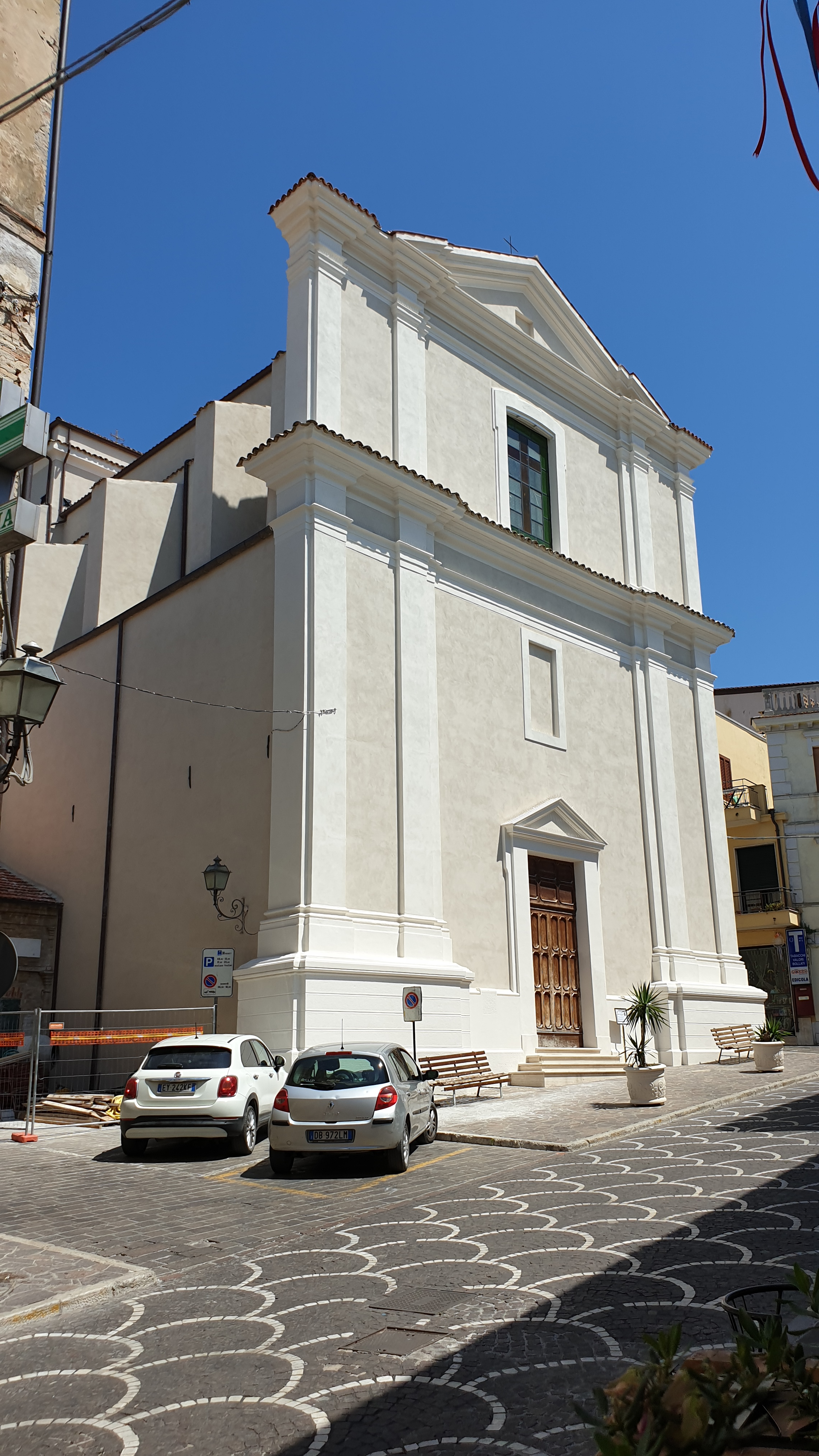
Chiesa di Sant'Antonio Abate

- Parrocchia Sant'Antonio Abate: dove sono contenute le spoglie di Santa Ciriaca[12][13], la statua di San Pantaleone e il busto di San Silvestro di scuola napoletana. Chiesa del XVI secolo. I Santi patroni vengono portati in processione dall'ultimo venerdì del mese di luglio all'ultimo lunedì di luglio.

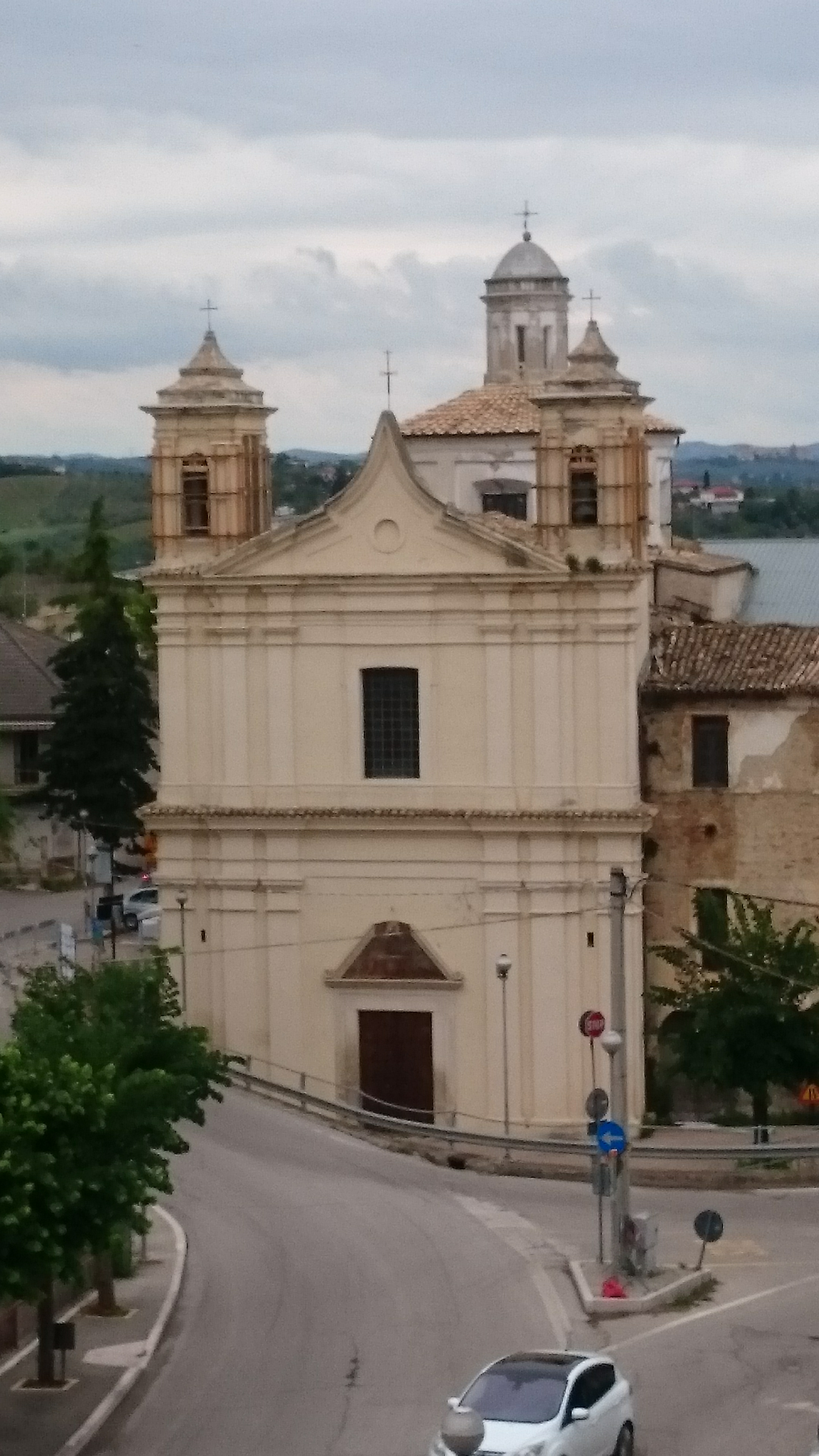
La facciata della chiesa della Madonna del Carmine.

- Chiesa della Madonna del Carmine: chiesa tardo-barocca del XVI secolo, all'esterno si notano le numerose linee verticali che slanciano il fabbricato; la facciata nel complesso risulta indubbiamente di stampo settecentesco. All'interno la chiesa presenta una sola navata, sette altari e sei cappelle. Qui viene custodita la statua della Madonna del Carmine, patrona dei carmelitani di Pianella, che viene portata in processione il 16 luglio. Anche questa chiesa è rimasta inagibile dopo il 6 aprile 2009.
- Cappella Privata di Santa Lucia: questa cappella è di proprietà dei Marchesi di Casalincontrada de Felici. Qui vengono contenuti i corpi di due nobili di Pianella e il quadro delle Anime Sante che viene portato in processione la domenica dopo il Corpus Domini. Viene custodito anche il quadro di Santa Lucia (la statua di Santa Lucia viene conservata dalla famiglia Cipriani di cui ne è proprietaria). Chiesa agibile.
- Cappella Privata di Santa Maria delle Grazie: questa cappella, invece, è della famiglia Sabucchi. In questa cappella viene conservata la statua della Madonna delle Grazie e un quadro raffigurante la Madonna delle Grazie con alle sue spalle la città di Pianella. La Madonna delle Grazie viene portata in processione il 1 e 2 luglio. Chiesa agibile.

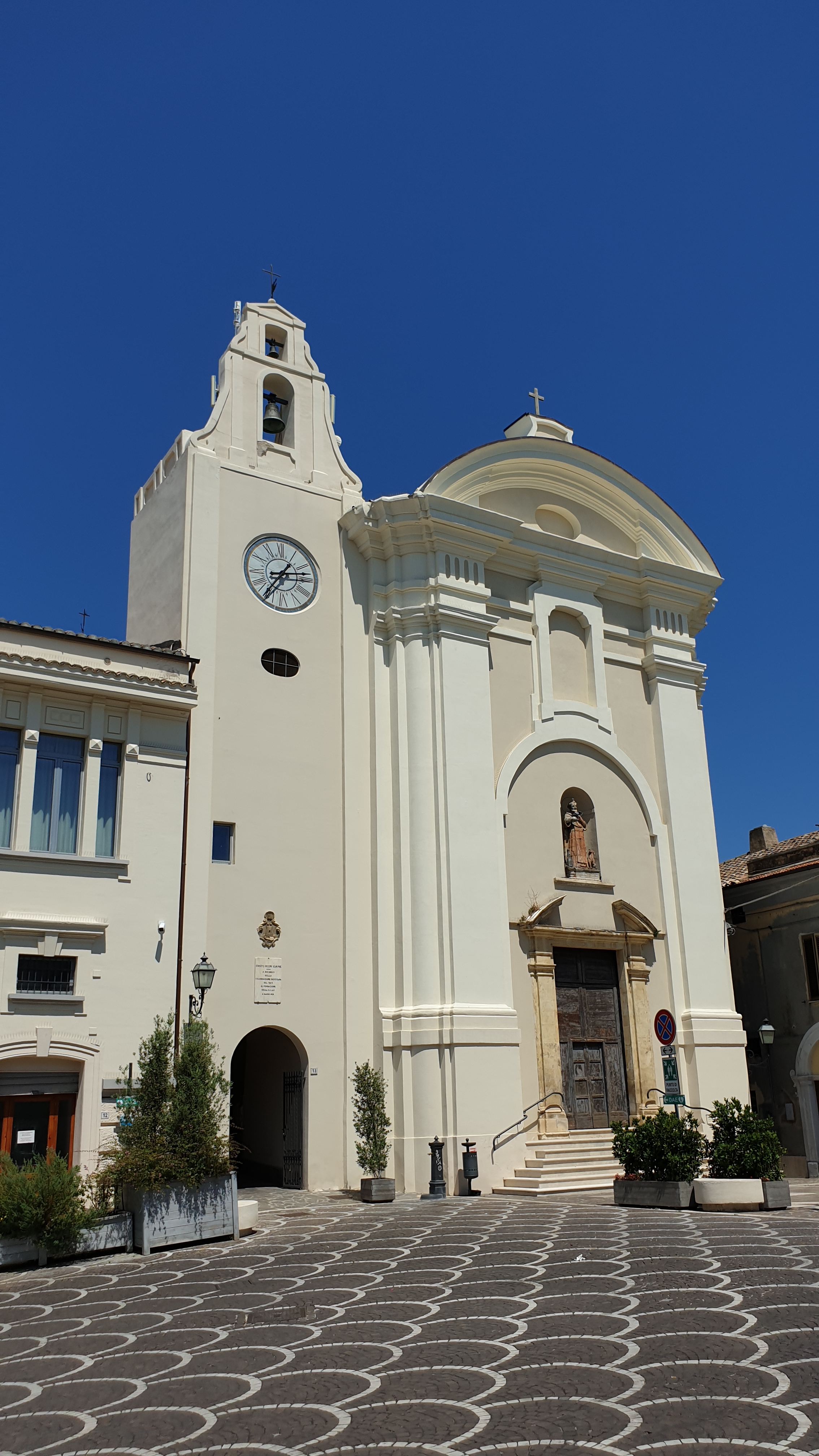
La chiesa di San Domenico

- Chiesa di San Domenico: Conserva all'interno sei pale d'altare settecentesche di Nicola Maria Rossi.
- Monumento ai caduti della Prima Guerra Mondiale, costituito da lapide in marmo con Vittoria Alata in bronzo, opera di Nicola Antino, posta nel 1922 sulla facciata di Palazzo De Caro in Piazza della Vittoria. Nel 1999 è stata aggiunta, ai piedi della Vittoria Alata, l'opera Soldato morente di Ireneo Janni, e sono stati aggiornati i nomi dei caduti grazie allo studio dello storico Vittorio Morelli.

## Società

### Evoluzione demografica
Abitanti censiti

## Cultura
Nel paese è presente un complesso bandistico risalente alla seconda metà dell'Ottocento.
Nel comune di Pianella viene annualmente addobbato, come da tradizione l'8 dicembre, l'albero di natale più grande d'Abruzzo, un enorme cedro che da anni vanta il primato.
Negli ultimi anni il comune si è mosso per l'apertura durante le festività invernali di una pista da pattinaggio nel centro storico. La pista, seppur di modeste dimensioni, è molto apprezzata anche dagli abitanti dei comuni limitrofi.

## Economia
Pianella fa parte dell'associazione città dell'olio, formando con i comuni limitrofi di Loreto Aprutino e Moscufo un comprensorio (comunemente detto "Triangolo dell'olio") dove le caratteristiche geomorfologiche e microclimatiche consentono la produzione dell'olio extravergine Aprutino Pescarese D.O.P., e dal 2006 fa parte dell'associazione Città Slow.
L'economia del paese è infatti incentrata sull'agricoltura, rendendo Pianella l'unico centro abruzzese ad aver ottenuto, nel 2013, il riconoscimento Bandiera verde dell'agricoltura.

## Geografia antropica

### Frazioni
- Cerratina: piccolo centro urbano di circa 1 600 abitanti risalente al periodo italico e romano. Situato ad Est rispetto a Pianella, è oggi noto per l'attività dei suoi abitanti nel campo artigianale ed agricolo.
- Castellana: vecchio possedimento del monastero benedettino del SS.Salvatore a Maiella presso Rapino, passò sotto il dominio degli Aquaviva e dei Valignani fino all'inizio del XIX secolo.

### Contrade e località importanti
Un elenco degli altri maggiori insediamenti nel comune:
- Quercia dell'Ompiso (153 abitanti)
- Carosella (69 abitanti)
- Partenza (62 abitanti)
- Collecinciero (54 abitanti)
- Case d'Amico (33 abitanti)
- Case Vicario (25 abitanti)
- Villa Finocchio (11 abitanti)

## Amministrazione
| Periodo        | Periodo        | Primo cittadino    | Partito                         | Carica  | Note |
| -------------- | -------------- | ------------------ | ------------------------------- | ------- | ---- |
| 27 maggio 2003 | 26 maggio 2013 | Giorgio D'Ambrosio | lista civica Pianella unita     | Sindaco |      |
| 27 maggio 2013 | 10 giugno 2018 | Sandro Marinelli   | lista civica Progetto comune    | Sindaco |      |
| 11 giugno 2018 | 15 maggio 2023 | Sandro Marinelli   | lista civica Progetto futuro    | Sindaco |      |
| 16 maggio 2023 | in carica      | Taddeo Manella     | lista civica Amore per Pianella | Sindaco |      |

### Gemellaggi
- Donnas, dal 1983[22]. Nel maggio 1983 si è dato avvio al gemellaggio fra Donnas e Pianella.

## Sport
Ha sede nel comune la società di calcio Polisportiva Dilettantistica Pianella 2012, che ha disputato campionati dilettantistici regionali. Nella stagione 2023/24 milita nel campionato di Promozione, mentre la ASD Pol. Sporting Pianella svolge attività di calcio e basket giovanile, oltre ad avere una squadra senior di pallacanestro che milita nel campionato endas Abruzzo.
La squadra Vis Cerratina, della frazione omonima, milita invece in Prima Categoria.